# Riera del Bisbe
La Riera del Bisbe és un torrent afluent per l'esquerra de la Riera de l'Hospital que transcorre íntegrament pel terme municipal de Montmajor (Berguedà).

## Xarxa hidrogràfica
La xarxa hidrogràfica de la Riera del Bisbe està integrada per 8 cursos fluvials que sumen una longitud total de 4.231 m.

### Distribució per termes municipals
La totalitat de la xarxa transcorre íntegrament pel terme municipal de Montmajor.